# Legat till en trolös
Legat till en trolös är en spionroman av Kjell-Olof Bornemark från 1982. Huvudpersonen Greger Tragg tycker sig ha genomskådat "den kaptitalistiska världens tjyvaktighet" och låter sig värvas "till en fredens kunskapare av ideologiska skäl".